# Rubia fruticosa subsp. fruticosa
Rubia fruticosa subsp. fruticosa é uma subespécie de planta com flor pertencente à família Rubiaceae.

## Portugal
Trata-se de uma subespécie presente no território português, nomeadamente no Arquipélago da Madeira.
Em termos de naturalidade é endémica da Região Macaronésia.

## Protecção
Não se encontra protegida por legislação portuguesa ou da Comunidade Europeia.